# فاليتشيرا
فاليتشيرا (بالإنجليزية: Vallichira)‏ هي منطقة سكنية تقع في الهند في منطقة كوتايام. يقدر عدد سكانها بـ 13,455 نسمة .